# Won't Stand Down
| Recensione | Giudizio |
| ---------- | -------- |
| NME        |          |

Won't Stand Down è un singolo del gruppo musicale britannico Muse, pubblicato il 13 gennaio 2022 come primo estratto dal nono album in studio Will of the People.

## Descrizione
Il brano si distanzia da quanto operato dal gruppo con il precedente album Simulation Theory, presentando sonorità più vicine all'heavy metal: la sezione centrale si caratterizza infatti per un riff di ispirazione djent e metalcore e da un cantato in screaming; le strofe presentano invece uno stile che si rifà al synth pop e al funk. Il testo, secondo quanto spiegato da Bellamy, parla di «opporsi ai bulli, al parco giochi, al lavoro, ovunque. Parla di proteggersi dalla coercizione e dalla manipolazione di gente sociopatica e affrontare le avversità con forza, fiducia in sé stessi e aggressività».

## Promozione
Il 25 dicembre 2021 il frontman Matthew Bellamy ha tenuto una diretta su Instagram dove ha fatto ascoltare in anteprima uno spezzone del brano, all'epoca ancora senza titolo. Il successivo 7 gennaio 2022 il trio ha annunciato in via ufficiale il singolo, rivelandone titolo, copertina e data di uscita.

## Video musicale
Il video, diretto da Jared Hogan e girato a Kiev, è stato reso disponibile in concomitanza con il lancio del singolo attraverso il canale YouTube del gruppo.

## Tracce
Testi e musiche di Matthew Bellamy.
1. Won't Stand Down – 3:29

## Formazione
Hanno partecipato alle registrazioni, secondo le note di copertina di Will of the People:
Gruppo
- Matthew Bellamy – voce, chitarra, GuitarViol,[7] tastiera
- Chris Wolstenholme – basso
- Dominic Howard – batteria

Produzione
- Muse – produzione, ingegneria del suono
- Aleks von Korff – produzione aggiuntiva, ingegneria del suono
- Dan Lancaster – missaggio allo Steam Room
- Rhys May – assistenza al missaggio allo Steam Room
- Chris Gehringer – mastering al Sterling Sound
- Joe Devenney – assistenza tecnica al Red Room
- Andy Maxwell – assistenza tecnica agli Abbey Road Studios
- Chris Whitemyer – assistenza tecnica
- Paul Warren – assistenza tecnica

## Classifiche
| Classifica (2022)                | Posizione massima |
| -------------------------------- | ----------------- |
| Francia                          | 118               |
| Regno Unito                      | 56                |
| Regno Unito (rock & metal)       | 1                 |
| Stati Uniti (alternative)        | 3                 |
| Stati Uniti (hard rock)          | 3                 |
| Stati Uniti (mainstream rock)    | 1                 |
| Stati Uniti (rock & alternative) | 27                |
| Svizzera                         | 46                |
| Ungheria                         | 18                |

## Riconoscimenti
- 2022 – MTV Video Music Awards
  - Candidatura per il miglior video rock[13]